# Typhlops muelleri
Typhlops muelleri este o specie de șerpi din genul Typhlops, familia Typhlopidae, descrisă de Schlegel 1839. A fost clasificată de IUCN ca specie cu risc scăzut. Conform Catalogue of Life specia Typhlops muelleri nu are subspecii cunoscute.